# عبد الرحمن القرشي
عبدالرحمن القرشي رياضي بارالمبي، من المملكة العربية السعودية، حصد الميدالية البرونزية في دورة الألعاب البارالمبية التي أقيمت في العاصمة اليابانية طوكيو، من خلال مشاركته في سابق (100) متر كراسي متحركة فئة (53). ويعد ثالث بطل بارالمبي سعودي يحصد ميدالية في الألعاب البارالمبية بعد أسامة الشنقيطي وهاني النخلي .

## نشأته
ولد القرشي في 25 ديسمبر 1997م، وهو يعاني من شلل نصفي منذ ولادته. التحق في عام 2014 بنادي مكة لذوي الإعاقة وبعد ثلاثة أشهر التحق بالمنتخب السعودي لألعاب القوى لذوي الإعاقة في رياضة الكراسي المتحركة، وحقق عدد من الإنجازات لبلده.

## إنجازاته
- الميدالية البرونزية في دورة الألعاب البارالمبية، طوكيو 2020 في سباق (100) متر.[1]
- المركز الأول والميدالية الـذهبية في سباق (400) متر في ملتقى بولندا الدولي لألعاب القوى (الجائزة الكبرى).[4]